# Géographie de la Campanie

Altimétrie de la Campanie

La géographie de la Campanie s'étend entre la mer Tyrrhénienne et les chaînes de montagnes des Apennins, depuis le Garigliano, au Nord, jusqu'au golfe de Policastro, au sud. Ses terres fertiles entourent le Golfe de Naples ; les cultures de tabac et de céréales alternent avec les  vignobles, les oliviers, les  orangers et les citronniers. La région est dominée par le Vésuve, volcan toujours en activité.

## Reliefs
| \| Lattari Alburni Picentini Eremita-Marzano Matese Champs Phlégréens Daunie Taburno Camposauro Trebulani Cilento Sirino Roccamonfina Vésuve Mer Tyrrhénienne Archipel campanien \| Carte topographique de la Campanie |
| Lattari Alburni Picentini Eremita-Marzano Matese Champs Phlégréens Daunie Taburno Camposauro Trebulani Cilento Sirino Roccamonfina Vésuve Mer Tyrrhénienne Archipel campanien                                          |

D'un point de vue physique, la région de Campanie peut être divisée en deux zones : une région montagneuse et une plaine.
La zone montagneuse comprend les Apennins campaniens, formés par une série d'élévations et de plateaux (du Samnium, de l'Irpinia et du Cilento), entre lesquels s'ouvrent de nombreux et cols (le plus important est la Sella di Ariano) traversé par la rivière Calore Irpino (affluent du Volturno) avec ses affluents : Ufita (au centre de la vallée homonyme), Tammaro et Sabato.
La zone plate est divisée en plusieurs plaines séparées par les nombreux reliefs de l'Antiapennin : le relief volcanique de Roccamonfina, des Champs Phlégréens, du Vésuve et de la chaîne des Monts Lattari (qui constitue la péninsule de Sorrente). Par conséquent, la zone plate est divisée en plaines : de Sessa Aurunca, baignée par la rivière Garigliano ; de Capoue la plus large, traversée par le fleuve Volturno ; de Naples, qui entoure le Vésuve, l'un des principaux volcans italiens ; la campagne autour de Nocera Inferiore près des Monts Lattari; de Paestum qui s'ouvre sur le golfe de Salerne et est baigné par les rivières Sele, Calore Lucano et Tanagro ; d'Alento qui occupe une portion étroite entre mont Stella et mont Gelbison.